# Herz Jesu (Sevinghausen)

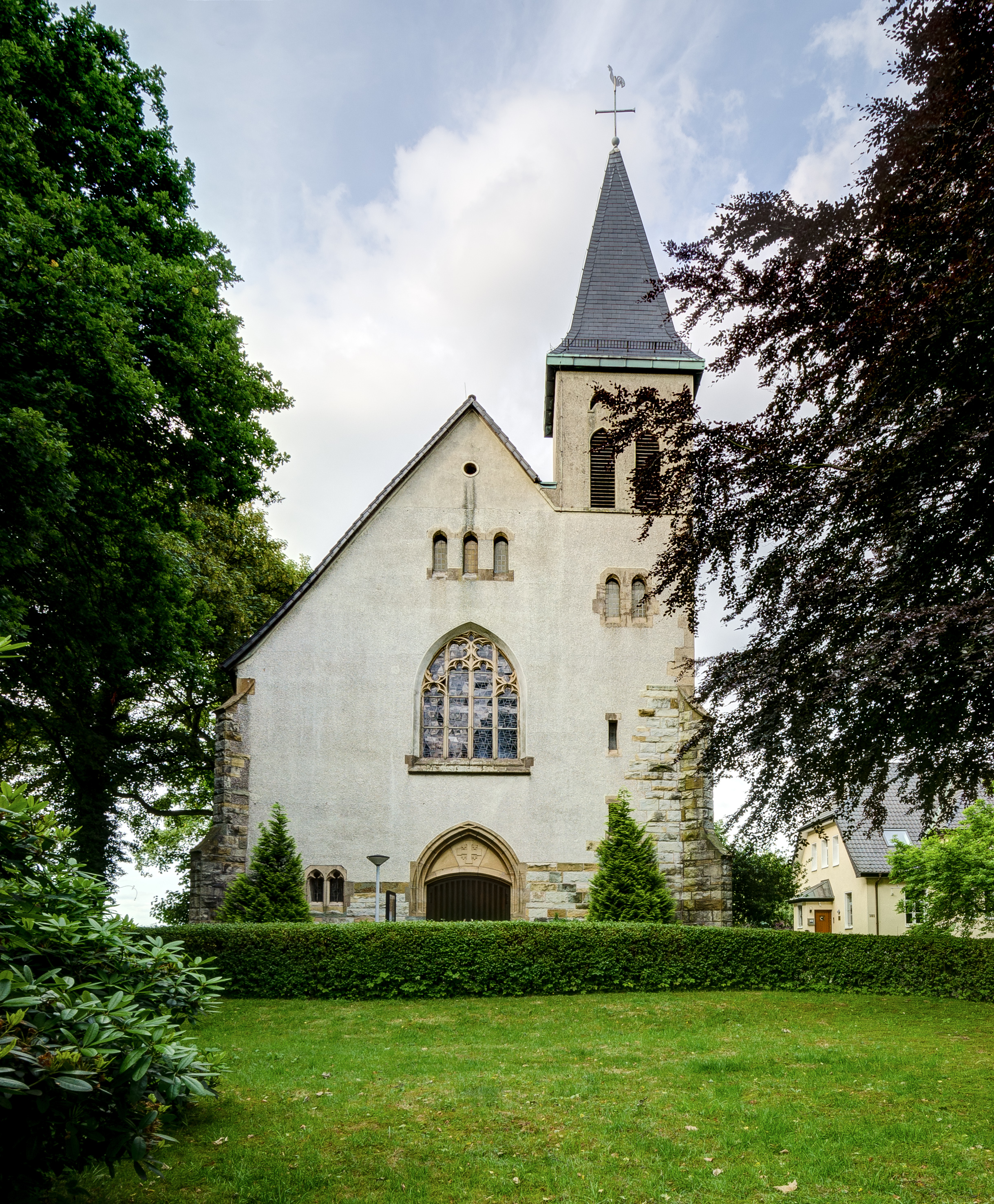
Herz Jesu, Sevinghausen

Die Kirche Herz Jesu ist eine römisch-katholische Kirche in Sevinghausen im Stadtbezirk Wattenscheid der Stadt Bochum in Nordrhein-Westfalen. Die nach dem Heiligsten Herz Jesu benannte Kirche ist Filiale der Gemeinde St. Marien Höntrop in der Pfarrei St. Gertrud v. Brabant Wattenscheid im Stadtdekanat Bochum und Wattenscheid und gehört zum Bistum Essen.
Das Grundstück für den Kirchbau hatte die Familie Heroven gespendet. Sie wurde von 1908 bis 1909 erbaut. Architekt war Josef Franke. Die Fenster stammen von Jupp Gesing.
Unweit befindet sich das Heimatmuseum Helfs Hof.